# Guerre. L'Exilé et l'Arapède
Guerre. L'Exilé et l'Arapède (titre original : War. The Exile and the Rock Limpet) est un tableau de Joseph Mallord William Turner. Il est exposé en 1842.
Le sujet est Napoléon en exil sur l'île de Sainte-Hélène. Il a été dépeint pendant la période du retour des cendres.
Le tableau contraste avec son pendant, Paix - Funérailles en mer.
Les deux œuvres ont été critiquées à l'époque pour leur manque de finition.